# Sud
 Ovo je glavno značenje pojma Sud. Za druga značenja pogledajte Sud (razdvojba).
Sudovi su tijela državne vlasti koja sudbenu vlast obavljaju samostalno i neovisno u okviru djelokruga i nadležnosti određene zakonom.
Sudovi u okviru državnog sustava imaju različito uređenje od države do države, ali se generalno radi razlika između prvostupanjskih i drugostupanjskih sudova, tj. sudova koji primarno rješavaju stvar i sudova koji rješavaju po pravnom lijeku, tj. žalbi. Najčešće postoji i treći stupanj u obliku vrhovnog suda države.
Mogu postojati i izdvojeni vojni sudovi s vlastitom hijerarhijskom organizacijom.

## Vanjske poveznice
- Vrhovni sud Republike Hrvatske